# The Jimi Hendrix Experience Box Set
Albums de Jimi Hendrix
Morning Symphony Ideas
(2000) Voodoo Child: The Jimi Hendrix Collection
(2001)
The Jimi Hendrix Experience Box Set est un coffret de 4 CD publié en 2000. Il a été réédité en août 2013 avec 4 pistes bonus. 

## Les titres

### CD 1
Toutes les chansons sont écrites et composées par Jimi Hendrix.
| 1.      | Purple Haze                                                               | 11 janvier 1967 au studio DeLane Lea, Londres                               | 3:26 |
| 2.      | Killing Floor (Chester Arthur Burnett)                                    | 18 octobre 1966 en concert à Olympia, Paris                                 | 3:05 |
| 3.      | Hey Joe (Billy Roberts)                                                   | 18 octobre 1966 en concert à Olympia, Paris                                 | 2:52 |
| 4.      | Foxy Lady                                                                 | 13 décembre 1966 aux studios CBS, Londres                                   | 3:27 |
| 5.      | Highway Chile                                                             | 4 mai 1967 aux studios Olympic, Londres                                     | 3:40 |
| 6.      | Hey Joe (Roberts)                                                         | octobre 1966 aux studios Pye, Londres                                       | 3:06 |
| 7.      | Title #3                                                                  | 3 avril 1967 aux studios Olympic, Londres                                   | 2:12 |
| 8.      | Third Stone from the Sun                                                  | 11 janvier 1967 au studio DeLane Lea, Londres                               | 9:18 |
| 9.      | Taking Care of no Business                                                | 4 mai 1967 aux studios Olympic, Londres                                     | 3:42 |
| 10.     | Here He Comes (Lover Man)                                                 | 4 mai 1967 aux studios Olympic, Londres                                     | 3:02 |
| 11.     | Burning of the Midnight Lamp                                              | 9 mai 1967 aux studios Olympic, Londres                                     | 1:30 |
| 12.     | If 6 Was 9                                                                | 4 mai 1967 aux studios Olympic, Londres                                     | 5:57 |
| 13.     | Rock Me Baby (Josea, B.B. King)                                           | 18 juin 1967 en concert au Monterey International Pop Festival, Los Angeles | 3:20 |
| 14.     | Like a Rolling Stone (Bob Dylan)                                          | 18 juin 1967 en concert au Monterey International Pop Festival, Los Angeles | 6:52 |
| 15.     | Burning of the Midnight Lamp (réédition 2013 bonus track)                 |                                                                             | 3:58 |
| 16.     | The Stars That Play With Laughing Sam's Dice (réédition 2013 bonus track) |                                                                             | 4:17 |
| 1:03:48 |                                                                           |                                                                             |      |

### CD 2
Toutes les chansons sont écrites et composées par Jimi Hendrix.
| 1.      | Sgt. Pepper's Lonely Hearts Club Band (Lennon/McCartney)                                                        | 5 septembre 1967 en concert à Stockholm                                | 1:51 |
| 2.      | Burning of the Midnight Lamp                                                                                    | 5 septembre 1967 en concert à Stockholm                                | 4:06 |
| 3.      | Little Wing | 25 octobre 1967 aux studios Olympic, Londres                           | 3:23 |
| 4.      | Little Miss Lover                                                                                               | 1er octobre 1967 aux studios Olympic, Londres                          | 2:21 |
| 5.      | The Wind Cries Mary                                                                                             | 19 octobre 1967 en concert à l'Olympia, Paris                          | 4:11 |
| 6.      | Catfish Blues                                                                                                   | 19 octobre 1967 en concert à l'Olympia, Paris                          | 5:26 |
| 7.      | Bold as Love | 5 octobre 1967 aux studios Olympic, Londres                            | 7:09 |
| 8.      | Sweet Angel | 13 novembre 1967 aux studios Olympic, Londres                          | 4:12 |
| 9.      | Fire | 15 mars 1968 en concert au Clark University, Worcester (Massachusetts) | 2:43 |
| 10.     | Somewhere | mars 1968 au Sound Center, New York                                    | 3:48 |
| 11.     | (Have You Ever Been To) Electric Ladyland                                                                       | 14 juin 1968 au Record Plant Studios, New York                         | 1:28 |
| 12.     | Gypsy Eyes | 22 avril 1968 au Record Plant Studios, New York                        | 3:43 |
| 13.     | Room Full of Mirrors                                                                                            | 12 août 1968 au Record Plant Studios, New York                         | 1:26 |
| 14.     | Gloria (Van Morrison)                                                                                           | 29 octobre 1968 aux studios T.T.G., Hollywood                          | 8:53 |
| 15.     | Peace In Mississippi (réédition 2013 bonus track)                                                               | 24 octobre 1968 aux studios T.T.G., Hollywood                          | 7:15 |
| 16.     | It's Too Bad | 11 février 1968 au Record Plant Studios, New York                      | 8:52 |
| 17.     | Star Spangled Banner (Francis Scott Key, John Stafford Smith, arr. Hendrix) (Studio version avec Silver Apples) | 18 mars 1968 à Record Plant Studios, New York                          | 4:12 |
| 1:15:08 | |                                                                        |      |

### CD 3
Toutes les chansons sont écrites et composées par Jimi Hendrix.
| 1.      | Stone Free                                                    | 7 avril 1969 au Record Plant Studios, New York           | 3:43  |
| 2.      | Like A Rolling Stone (Bob Dylan) (réédition 2013 bonus track) | 10 octobre 1968 en concert à Winterland, San Francisco   | 10:39 |
| 3.      | Spanish Castle Magic                                          | 17 février 1969 aux studios Olympic, Londres             | 5:50  |
| 4.      | Hear My Train A Comin'                                        | 17 février 1969 aux studios Olympic, Londres             | 6:58  |
| 5.      | Room Full of Mirrors                                          | 21 avril 1969 au Record Plant Studios, New York          | 7:56  |
| 6.      | I Don't Live Today                                            | 26 avril 1969 en concert au Los Angeles Forum            | 6:33  |
| 7.      | Little Wing                                                   | 24 février 1969 en concert au Royal Albert Hall, Londres | 3:16  |
| 8.      | Red House                                                     | 25 avril 1969 en concert au San Diego Sports Arena       | 13:07 |
| 9.      | Purple Haze                                                   | 25 avril 1969 en concert au San Diego Sports Arena       | 4:03  |
| 10.     | Voodoo Child (Slight Return)                                  | 24 février 1969 en concert au Royal Albert Hall, Londres | 7:53  |
| 11.     | Izabella                                                      | 29 août 1969 au Hit Factory, New York                    | 3:40  |
| 1:13:45 |                                                               |                                                          |       |

### CD 4
| 1.      | Message to Love                      | 19 décembre 1969 au Record Plant Studios, New York             | 3:35 |
| 2.      | Earth Blues                          | 19 décembre 1969 au Record Plant Studios, New York             | 4:08 |
| 3.      | Astro Man                            | 21 janvier 1970 au Record Plant Studios, New York              | 4:11 |
| 4.      | Country Blues                        | 23 janvier 1970 au Record Plant Studios, New York              | 8:27 |
| 5.      | Johnny B. Goode (Chuck Berry)        | 30 mai 1970 en concert Berkeley Community Theater, Berkeley    | 4:46 |
| 6.      | Lover Man                            | 20 juillet 1970 aux studios Electric Lady, New York            | 2:57 |
| 7.      | Blue Suede Shoes (Carl Perkins)      | 30 mai 1970 en concert au Berkeley Community Theater, Berkeley | 4:28 |
| 8.      | Cherokee Mist                        | 14 juin 1970 aux studios Electric Lady, New York               | 6:02 |
| 9.      | Come Down Hard On Me                 | 15 juin 1970 aux studios Electric Lady, New York               | 3:18 |
| 10.     | Hey Baby/In From The Storm           | 30 juillet 1970 en concert à Maui, Hawaii                      | 8:56 |
| 11.     | Ezy Ryder                            | 18 décembre 1969 au Record Plant Studios, New York             | 3:43 |
| 12.     | Night Bird Flying                    | 16 juin 1970 aux studios Electric Lady, New York               | 4:24 |
| 13.     | All Along the Watchtower (Bob Dylan) | 30 août 1970 en concert au Festival de l'île de Wight 1970     | 4:22 |
| 14.     | In From The Storm                    | 30 août 1970 en concert au Festival de l'île de Wight 1970     | 4:21 |
| 15.     | Slow Blues                           | 26 août 1970 aux studios Electric Lady, New York               | 1:46 |
| 1:13:23 |                                      |                                                                |      |

## Les enjeux
Pour comprendre les attentes suscitées par ce coffret, il est important de rappeler le contexte discographique dans lequel il se situe. L’héritage discographique officiel de Jimi Hendrix a connu trois périodes :
- La période Michael Jeffery, de 1970 à 1973 ;
- La période Alan Douglas, de 1974 à 1995 ;
- La période Experience Hendrix LLC depuis lors.

Si les deux premières décennies présentent une certaine continuité (la première vague de rééditions CD reprend, à quelques exceptions près, l’existant), les années 1990 marquent une volonté de remise en ordre du patrimoine. L’épurement discographique tant attendu commence pourtant de façon controversée avec un Voodoo Soup qui ne convainc personne. 
La reprise en main du catalogue par la famille se traduit en 1997 par la réédition des quatre albums sortis du vivant de Hendrix (avec leur pochette originale cette fois-ci), ainsi que d’un First Rays of the New Rising Sun qui supplante d’emblée Voodoo Soup. 
Mais la publication de South Saturn Delta quelques mois plus tard se traduit par certaines interrogations. L’anecdotique y croise le meilleur, dans un recueil mélangeant toutes les périodes de façon hasardeuse. 
Le coffret The Jimi Hendrix Experience Box Set n’étant pas un Best of, on pourrait résumer ainsi les attentes légitimes des amateurs du guitariste :
- De véritables inédits Studio ;
- Des versions alternatives de titres connus, à l’image des coffrets consacrés aux grands jazzmen (selon les prises, les solo peuvent varier considérablement) ;
- La publication des derniers titres de premier ou de second plan non réédités ;
- Du live, présenté de façon cohérente, à l’image de Stages quelques années plus tôt.

## Le détail du coffret

### CD 1: Les débuts de l'Experience

#### Studio
La mention « Previously Unreleased Alternate Recording » mérite une petite explication de texte. L’approche de Jimi Hendrix en studio se rapprochait plus de Pink Floyd ou des Beatles que de John Coltrane : il enregistrait généralement un basic track (basse/guitare/batterie) avec son groupe avant de commencer de longues séances d’overdubs. Nous ne sommes donc pas en présence d’une véritable alternate take (soit une prise complètement différente) mais d’un stade antérieur de l’enregistrement final, plus ou moins abouti selon les cas.
Cette précision a son importance car une prise trop proche (voire identique) n’a guère d’intérêt pour l’amateur possédant déjà les enregistrements originaux : on se rapproche alors plus d’un Best of amélioré (au moins sur le critère de la rareté) que d’une rétrospective présentant un regard nouveau sur un artiste.
Foxy Lady et Highway Chile sont ainsi d’un intérêt plus que mineur : la première est quasi identique à la version ouvrant Are You Experienced ; et la seconde diffère uniquement par le mixage (en stéréo). 
Purple Haze et If 6 Was 9 présentent quelques variations, mais celles-ci restent minimes. Elles sont plus anecdotiques encore pour Third Stone from the Sun : la complicité de Chas Chandler et de Jimi Hendrix y est évidente, mais n'apporte rien de nouveau d’un strict point de vue musical. 
Le même commentaire pourrait s’appliquer à la seconde version de Hey Joe (en studio) présentée sur ce CD.  
La courte prise de Burning of the Midnight Lamp remonte à la genèse même du titre : le principal intérêt de cette démo est de nous présenter Hendrix au clavecin. 
Trois titres studio retiendront finalement toute notre attention :
- Title #3 est un bref instrumental inédit dans une veine proche de Can You See Me. La proximité avec cette dernière explique peut-être pourquoi Hendrix n’a pas plus développé un début prometteur ?
- Here He Comes (Lover Man) est en fait une version instrumentale de Rock Me Baby. On peut regretter que les couplets ne soient pas chantés.
- Enfin, Taking Care of No Business est une chanson inédite (toutes périodes confondues) dans une veine proche de My Friend, mais dont la tonalité se veut plus humoristique. Ce titre connaîtra une séance d’overdubs dans les années 1980 en vue d’une sortie officielle qui ne verra finalement jamais le jour. La version présentée ici est dépouillée, mais réussie.

#### Live
Les quatre titres live de ce premier CD sont excellents, mais d’intérêt divers.
La prestation de l’Experience à Monterey fut historique. Mais couper Rock Me Baby et Like a Rolling Stone du reste de la performance pose question : pourquoi ne pas présenter le concert dans son intégralité ?  
Par contre, Killing Floor et Hey Joe sont deux témoignages exceptionnels : ce sont les premiers titres enregistrés par l’Experience (en première partie de Johnny Hallyday à l’Olympia). Outre l’aspect historique de ces enregistrements (dont la qualité audio est excellente), c’est le chant de Hendrix, très appliqué, qui frappe : posé, juste, Hendrix n’était pas qu’un guitariste.

### CD 2: Le studio comme atelier de création

#### Studio
La partie studio de ce deuxième CD revient dans un premier temps sur les sessions de Axis: Bold as Love. Si la version de Little Miss Lover reste assez proche de la version publiée en 1967, les versions instrumentales de Little Wing et Bold as Love apportent véritablement un éclairage nouveau sur ces titres. Certes, ce sont des versions de travail, mais c’est justement ce qui fait tout l’intérêt de ces prises. La sérénité n’était pas encore de mise sur Little Wing, dont la version devrait réjouir les amateurs de Stevie Ray Vaughan. Bold as Love permet de comprendre comment Hendrix pouvait travailler en studio : ses compositions n’excluaient pas le tâtonnement. 
Sweet Angel, déjà présente sur South Saturn Delta (mais éditée) est certainement plus à sa place dans le cadre d’un coffret. Le titre est plus complet ici, mais il y avait sans doute mieux à proposer qu’un doublon d’une démo. 
Débarrassée de ses altérations inutiles, Somewhere est pour le coup un véritable inédit enregistré entre les sessions des deuxième et troisième albums de l’Experience. Mitch Mitchell (préfigurant en cela ce que fera Douglas par la suite) réenregistra la partie de batterie après la mort de Hendrix. Dans le cadre du coffret, ce choix est là encore parfaitement justifié.
Les sessions studio de 1968 sont finalement peu présentes. Have You Ever Been (To Electric Ladyland) permet aux complétistes de retrouver l’ultime plage de Loose Ends. 
Quant à Gypsy Eyes, c’est un retour sur les innombrables sessions consacrées à ce titre, qui finiront par avoir raison de la patience de Chas Chandler. À ce stade, les overdubs de la version ici présentée sont suffisamment différents de la version publiée en 1968 pour satisfaire l’auditeur.
Room Full of Mirrors est une composition qui aura connu une évolution considérable au cours des sessions successives. Cette prise, très courte, est la plus blues, et reste embryonnaire (avec le seul Paul Caruso à l’harmonica comme accompagnateur). 
Experience Hendrix LLC nous propose un titre déjà publié officiellement, mais qui demeurait assez confidentiel : Gloria. Issue des sessions de l’Experience au TTG studio (stériles discographiquement), la reprise des Them de Van Morrison trouve parfaitement sa place ici. On retrouve tous les ingrédients qui font la force de l’Experience en concert, l'humour de Jimi Hendrix en sus.
L’album Rainbow Bridge - Original Motion Picture Sound Track n’ayant jamais été réédité, The Star Spangled Banner ne fut disponible en CD que sur la compilation Cornerstones. Totalement différente des versions live, cette version est intéressante pour d’autres raisons, à savoir ses arrangements et pour le lyrisme de ses contrepoints. Mais aussi pour la maîtrise du studio dont Hendrix fait preuve : enregistrée entièrement en re-recording, certaines parties furent couchées sur bande en divisant par deux la vitesse de celle-ci, afin d’obtenir ce timbre si particulier (une octave au-dessus) lorsque la bande est jouée normalement.  
Toutefois, la meilleure surprise de ce deuxième CD est un véritable inédit : It's Too Bad. Trente ans après sa mort, le répertoire Hendrixien contenait donc encore des perles restées inédites. Duane Hitchings à l’orgue et Buddy Miles à la batterie secondent Hendrix dans un blues autobiographique, où il évoque ses relations avec son frère Leon, mais aussi avec la communauté afro-américaine. Pas de solo intense, mais un long blues sur un accord, où les qualités de chanteur de Hendrix s’expriment au mieux : posé, son chant explore des registres émotionnels très divers où la douceur cède le pas à la menace. Tout en retenue, le morceau n’explose que lors du final, où le groupe se concentre sur le rythme, le collectif l’emportant sur les individualités.

#### Live
Le second disque du coffret commence avec deux excellents titres Live de The Jimi Hendrix Experience : Sgt. Pepper's Lonely Hearts Club Band et Burning of the Midnight Lamp. Malheureusement, on peut faire à ces titres le même reproche qu’aux extraits de Monterey : pourquoi publier ces deux seuls titres alors que le concert fut publié in extenso quelques années auparavant ?
Les deux extraits du concert de l’Experience donné le 9 octobre 1967 à l’Olympia présentés ici, à savoir The Wind Cries Mary et Catfish Blues étaient, eux, bien inédits. Depuis la publication par Dagger Records de Paris 67 / San Francisco 68, une majeure partie du concert est disponible officiellement. Ces deux titres sont là encore excellents, même si la version de Catfish Blues est coupée sur la fin. Après, se pose tout de même des questions de cohérence : l’éclatement de ce concert sur deux supports différents est a posteriori regrettable.  
Quant à Fire, cette version était déjà disponible sur le Live at Clark University publié par Dagger Records : pour autant, le label était alors encore relativement confidentiel, et la présence de ce seul extrait du catalogue Dagger pouvait se justifier.

### CD 3: Un Best of Live

#### Studio
Les trois premiers titres sont des inédits de premier plan. Dans la perspective de l’inclure dans la compilation Smash Hits, Hendrix avait enregistré une splendide version de Stone Free (pourtant restée dans les placards). Les parties de guitare de cette version, débarrassée des altérations que Douglas lui avait fait subir sur Crash Landing montrent les progrès opérés par Hendrix en moins de trois ans. 
Avant de jouer au Royal Albert Hall, l’Experience avait investi un studio de répétition pour parfaire son répertoire. Spanish Castle Magic et Hear My Train A Comin' laissaient présager la qualité de la performance à venir : le groupe est parfaitement en place. Là encore, c’est une agréable surprise, au bout de 30 ans, de découvrir une version studio aussi puissante de ce dernier titre.
La prise de Room Full of Mirrors trouve sa place dans le cadre d’un coffret, même si on baisse musicalement d’un ton en comparaison des trois premiers titres. Enregistrée lors de la première session d’enregistrement de Billy Cox avec Hendrix (alors que l’Experience n’est pas encore séparée), les notes de pochettes originales ne précisaient pas que c’est Rocky Isaac qui officie à la batterie, accompagné d’Al Marks aux percussions. Cette prise est proche de celle présenté presque en même temps sur Morning Symphony Ideas (soit 3 nouvelles versions de Room Full of Mirrors la même année). À l'écoute, le jeu de Rocky Isaac manque de précision et révèle des problèmes de tempo. Pour autant, le reste du titre est loin d’être déplaisant : Billy Cox fait preuve des qualités purement bassistiques que Hendrix ne trouvait sans doute pas chez Noel Redding. 
Le dernier titre est l’œuvre du Gypsy Sun & Rainbows, dont les titres studio officiels ne sont pas légion. C’est un Hendrix en pleine mutation musicale qui nous propose une version assez complète de Izabella : l’Experience est stylistiquement déjà bien loin. Le rôle de Billy Cox est déjà posé : il joue des lignes de basse complexes, mais écrites. Cette prise est intéressante, mais pas vraiment aboutie. On sent que le nouveau groupe ne tourne pas encore à plein régime : il a besoin de trouver ses marques. Le travail de mise en place pousse peut-être Hendrix à la retenue : on ne trouve pas le relâchement habituel du guitariste.

#### Live
Seul le troisième CD du coffret The Jimi Hendrix Experience présente plus de live que de studio. Avec le paradoxe suivant : musicalement le meilleur des 4 CD du coffret, c’est éventuellement pour l’amateur le CD le moins intéressant car tous les extraits présentés ici sont non seulement connus, mais sont pour la plupart de véritables classiques : c’est donc un excellent Best of Live de l’Experience en 1969, avec quelques titres remixés, mais rien de plus.  
Little Wing et Voodoo Child (Slight Return) sont ainsi extraits du concert de l’Experience donné au Royal Albert Hall le 24 février 1969. 
Red House et Purple Haze proviennent du concert donné à San Diego le 24 mai 1969 (Stages - San Diego 69). 
Quant à I Don't Live Today, c’est un extrait du concert donné le 26 avril 1969 au Los Angeles Forum, disponible naguère sur le quatrième CD du coffret Lifelines: The Jimi Hendrix Story. 
On peut ainsi reconnaître dans cette sélection la colonne vertébrale de Hendrix in the West. 

### CD 4: Retour sur un album inachevé
Le quatrième CD du coffret The Jimi Hendrix Experience rend le titre et la présentation de ce dernier un peu trompeurs : du Jimi Hendrix Experience, il n’en est nullement question ici.
En effet, le dernier CD du coffret revient sur les séances consacrées à l’élaboration de l’ultime album studio de Hendrix, agrémenté de quelques titres Live.  

#### Studio

##### Band Of Gypsys
Le quatrième album studio de Jimi Hendrix restant à jamais inachevé, la partie studio retraçant ces séances constitue peut-être la plus intéressante. Elle débute avec le Band Of Gypsys, dont Hendrix pensa un moment publier un album studio, avant de trancher en faveur du Live supposé régler ses problèmes contractuels.
Une part non négligeable du répertoire de ce dernier album sera d’ailleurs rodée avec le Band Of Gypsys.
La prise de Message To Love qui ouvre le CD est bien connue des amateurs : présente dans une version peu altérée sur Crash Landing, Alan Douglas avait estimé qu’elle avait sa place dans sa version du quatrième album studio de Jimi Hendrix en l’intégrant dans son recueil controversé Voodoo Soup.
Earth Blues est un nouvel exemple de « Previously Unreleased Alternate Recording ». C’est donc la même prise que celle publiée en 1971, mais à un stade suffisamment avancé pour retenir notre attention. Retour en arrière donc avec la partie de batterie originale signée Buddy Miles, un autre chant, mais aussi des parties de guitares différentes. Paradoxalement, cette version est plus intéressante pour ses similitudes avec la version de First Rays of the New Rising Sun que pour ses variations. Celles-ci sont finalement mineures, et montrent d’une part le perfectionnisme de Jimi Hendrix (qui frise l’obsessionnel), mais aussi un compositeur qui utilise le studio comme partition : les idées de Hendrix sont en fait très précises. 
En 1970, la dichotomie entre son travail en studio et ses performances Live n’a jamais été aussi grande. En 1967, les concerts de l’Experience sont le prolongement direct des idées développées sur Are You Experienced alors qu'en 1970, il y a deux Jimi Hendrix : un Hendrix Live, improvisateur acharné qui prend tous les risques et pousse son instrument dans ses ultimes retranchements. Mais aussi un Hendrix Studio, véritable architecte sonore, qui empile les strates sonores dans un seul et unique but : servir la composition. 
Astro Man est un autre morceau mis en place avec le Band Of Gypsys. Cette prise est une démo assez avancée, où le jeu de questions/réponses développé par les guitares est déjà bien structuré. C'est un autre choix judicieux pour comprendre comment Hendrix pouvait travailler. 
Le titre suivant, Country Blues, issu de la célèbre session du 23 janvier 1970 est un véritable inédit du Band Of Gypsys, augmenté d’un harmoniciste. Contrairement à Once I Had A Woman, ce n’est pas un nouveau blues signé Jimi Hendrix… mais une jam où l’introduction modale au tempo libre débouche sur un blues instrumental. Présente sur de très nombreux pirates, cette jam est plutôt réussie, même si sa mise en place la destinait peut-être plus à une édition sur un album Dagger Records qu’à un coffret officiel. La question du choix de cette jam peut se poser : il existe tout même un nombre non négligeable de jams d’un niveau plus important (y compris ce 23 janvier 1970, où le groupe en grava plus d’une). 
Le dernier titre présenté ici du Band Of Gypsys (Jimi lui rajoutera toutefois des overdubs nettement plus tard) est Ezy Ryder. Autre exemple de « Previously Unreleased Alternate Recording », le stade antérieur de cette prise présente quelques différences : outre un Steve Winwood mixé plus en avant lors du final, les fills de guitare lead présents au sein des couplets ne sont pas les mêmes. 

##### Hendrix/Cox/Mitchell
Le reste du matériel studio est l’œuvre du trio Hendrix/Cox/Mitchell. Augmenté de Juma Sultan aux percussions, le groupe nous livre une démo précoce de Freedom notablement différente de la version officielle, qui est donc le fruit d’une évolution importante. Rythmique, breaks et mélodie du chant sont ainsi relativement éloignés sur cette prise (sans parler de l’absence du pont et de la fin). 
Avec It’s Too Bad, la version studio présentée ici de Lover Man est sans conteste une des grandes réussites de ce coffret. Puissante, compacte, c’est la meilleure version jamais publiée à ce jour d’un des titres les plus joués par Hendrix en concert. L’instrumentation est efficace, rock et fluide à la fois. Les deux guitares enregistrées par Hendrix se complètent. Le passage dissonant présent en fin de solo n’a d’ailleurs jamais aussi bien sonné qu’ici (et montre d’ailleurs les limites du power trio en concert). 
Le coffret nous réserve un autre véritable inédit : Cherokee Mist. Cette prise est en effet totalement différente de celle présentée quelques années plus tôt sur Live and Unreleased: The Radio Show. Thème récurrent le long de sa courte carrière, Hendrix n'a pourtant jamais enregistré de version achevée de Cherokee Mist. Cette prise montre la composition à un stade intermédiaire : outre le thème lui-même, Hendrix avait incorporé de nouveaux éléments rythmiques qu’il utilisera finalement sur In From The Storm comme structure de la partie suivant les couplets. Plus qu’une jam, c’est un instrumental en devenir dans la mesure où si l’aspect Live en studio est indéniable, la structure est suffisamment compliquée pour distinguer cette prise d’une improvisation spontanée. 
Come Down Hard On Me n’est ni inédit, ni une surprise (le titre était sorti initialement en 1973 sur Loose Ends). Mais sa réédition s’imposait car ce blues à la rythmique funky est une ébauche déjà avancée d’un titre prometteur. 
Par contre, inclure une version de Night Bird Flying aussi proche de la version officielle parue en 1971 pose question.
Quant au dernier titre, Slow Blues, autre véritable inédit, sa place ne fait guère l’objet de discussion pour des raisons historiques : c’est en effet l’ultime enregistrement studio de Jimi Hendrix avec son trio. Il est regrettable que ce titre soit coupé car Hendrix joue dans un style où il est rare de le voir évoluer : laid back, en son clair, laissant respirer chaque note.

#### Live
Le Band Of Gypsys est délaissé au profit du trio Hendrix/Cox/Mitchell, mais le Live at the Fillmore East, sorti l'année précédente, était censé faire le tour de la question. 
Hendrix in the West est là encore à l’honneur : la superbe version de Johnny B. Goode enregistrée lors du premier concert donné au Berkeley Community Theatre le 30 mai 1970, ainsi que le Blue Suede Shoes joué lors des répétitions ouvrent le bal de la partie live sur un ton résolument rock. Ces deux titres étant indisponibles, le choix de retenir ces deux classiques est justifiable, d’autant qu’ils permettent d’élargir le périmètre du répertoire Hendrixien. Le premier concert donné à Berkeley étant assez inégal, la publication officielle de l’intégralité du concert n’était sans doute pas à l’ordre du jour en 2000. Le choix est donc justifiable, mais il ne risque pas de soulever l’enthousiasme de l'amateur de longue date. 
Le medley Hey Baby/In From the Storm, joué à Maui le 30 juillet 1970 est lui aussi bien connu des amateurs : c’est un des moments fort de la partie concert du film Rainbow Bridge. 
Mais il restait inédit en format audio. Les deux concerts ont certes été enregistrés professionnellement, mais les conditions climatiques et les problèmes techniques rencontrés furent tels que la prise de son destinait peut-être plus ces performances à une publication sur Dagger Records qu’à une sortie officielle. Pour preuve : la partie de batterie de Mitch Mitchell entendue ici a été rajoutée en studio par la suite. À noter qu’aucune date n’est précisée concernant cet overdub, que l’on peut raisonnablement présumer post mortem. 
La publication par Purple Haze Records d’un double album ne préfigure rien de bon quant au devenir officiel de ces concerts. 
Les deux derniers titres Live du coffret, à savoir All Along the Watchtower et In From the Storm, sont issus du concert donné le 30 août 1970 à l’Ile de Wight.